# Robert John
Robert John Pedrick, Jr. (Nova Iorque, 3 de janeiro de 1946 – Las Vegas, 24 de fevereiro de 2025), conhecido pelo nome artístico Robert John, foi um cantor e compositor norte-americano.

## Carreira
Nascido no Brooklyn, iniciou sua carreira em 1958, aos 12 anos de idade, com o single White Bucks and Saddle Shoes (usando o nome Bobby Pedrick, Jr.), composta por Doc Pomus e Mort Shuman.
Em 1963, como vocalista do grupo Bobby & The Consoles, lançou My Jelly Bean, que não teve grande repercussão. Novamente em carreira solo, migrou para a MGM Records e gravou outras 2 músicas, novamente sem destaque. Em 1967, na Columbia Records (agora como Robert Pedrick, juntou-se a Mike Gately, que tornou-se seu principal parceiro de composições, e um ano depois lançou 2 músicas: If You Don't Want My Love, que ficou em 49º lugar na parada Billboard Hot 100 - foi ainda a 21ª música mais tocada no Canadá e ficou em 42º nas paradas musicais do Reino Unido -, e Don't Leave Me.
Seria na década de 1970 que Robert John faria mais sucesso, com destaque para sua versão de The Lion Sleeps Tonight (que viria a se popularizar após fazer parte da trilha sonora de O Rei Leão) que rendeu o disco de ouro após vender um milhão de cópias em 1972 e, principalmente, Sad Eyes (composta por ele próprio), gravada em 1979.
Nos anos 1980, mudou-se para a Arista Records e trabalhou com o guitarrista Bobby Mancari e o tecladista Steve Butera, fazendo uma nova versão de The Lion Sleeps Tonight incluída em um álbum com seus maiores sucessos, lançado em 1992.
Em março de 1995, John faria sua primeira apresentação depois de 3 anos em Nova Iorque, como parte de um concerto especial com artistas que fizeram sucesso na década de 1970, promovido pela estação de rádio WPLJ-FM. Desde a aposentadoria da carreira artística, passou a morar em Las Vegas.
Faleceu em 24 de fevereiro de 2025, aos 79 anos. Segundo Michael Pedrick, um dos 4 filhos do cantor, ele estava se recuperando de um acidente vascular cerebral que havia sofrido.

## Discografia

### Álbuns
- 1968: If You Don't Want My Love
- 1971: On the Way Up
- 1979: Robert John
- 1980: Back on the Street

### Singles
| Ano  | Título                                                   | Posição | Posição | Posição   | Posição     | Posição |
| Ano  | Título                                                   | US      | US AC   | Austrália | Reino Unido | Canadá  |
| ---- | -------------------------------------------------------- | ------- | ------- | --------- | ----------- | ------- |
| 1958 | "White Bucks and Saddle Shoes" (como Bobby Pedrick, Jr.) | 74      | —       | —         | —           | —       |
| 1963 | "My Jelly Bean" (com o grupo Bobby & The Consoles)       | —       | —       | —         | —           | —       |
| 1968 | "If You Don't Want My Love"                              | 49      | —       | —         | 42          | 21      |
| 1968 | "Don't Leave Me"                                         | 108     | —       | —         | —           | —       |
| 1970 | "When the Party is Over"                                 | 71      | —       | —         | —           | 60      |
| 1972 | "The Lion Sleeps Tonight"                                | 3       | 6       | 31        | —           | 15      |
| 1972 | "Hushabye"                                               | 99      | —       | —         | —           | 70      |
| 1979 | "Sad Eyes"                                               | 1       | 10      | 9         | 31          | 3       |
| 1979 | "Only Time"                                              | 102     | 42      | —         | —           | —       |
| 1979 | "Lonely Eyes"                                            | 41      | 49      | —         | —           | 80      |
| 1980 | "Hey There Lonely Girl"                                  | 31      | 10      | —         | —           | 81      |
| 1980 | "Sherry"                                                 | 70      | —       | —         | —           | —       |
| 1983 | "Bread and Butter"                                       | 68      | —       | —         | —           | —       |
| 1984 | "Greased Lightning"*                                     | —       | —       | —         | —           | —       |

- *"Greased Lightning" – alcançou a 60ª posição na parada US Dance.[4]